# Галарина
«Галарина» — картина  іспанського художника Сальвадора Далі, написана у 1945 році. Зберігається у колекції Театру-музею Далі у Фігерасі.

## Етюд до «Галарини»
Далі як графік шанував великих майстрів епохи Відродження — Мікеланджело, Рафаелем, Леонардо да Вінчі, — а також перед Енгром, висловлювання якого він відтворює в цьому малюнку:
|  | Малюнок - це найвища честнота мистецтва. |

Художник також цитує самого себе:
|  | Кожна лінія малюнку має бути геодезичною. |

Далі вважає, що працює само в цій традиції. Слід зазначити, що дорогоціний підвіс Гала відрізняється тією ж красою і витонченістю виконання. Цей малюнок в повному сенсі можна назвати філігранним: Далі досконало оволодів мистецтвом і дозволив нам стати учасниками творчого процесу.

## Опис картини
В каталозі до виставки, що проходила з 20 листопада по 29 грудня 1945 року в галереї Біну в Нью-Йорку, Далі пояснює:
|  | Я почав писати цю картину в 1944 році та працював над нею півроку, по три години щоденно. Я дав їй назву «Галарина», оскільки Гала для мене те ж саме, чим була для Рафаеля Форнаріна. Та, зовсім не навмисне, тут перед нами знову з'являється... хліб! Якщо уважно й детально роздивитися картину, стане зрозуміло, що схрещені руки Гала схожі на переплетені руки кошика для хлібу, а її груди — на скоринку хліба. Я вже писав Галу з двома баранячими відбивними на плечі, висловлюючи своє підсвідоме бажання проковтнути її. То був період повного розгулу фантазії. Але тепер, коли Гала піднялася на найвищий щабель в геральдичній ієрархії моєї гідності, вона стала для мене кошиком з хлібом. |